# District de Rychnov nad Kněžnou
Le district de Rychnov nad Kněžnou (en tchèque : okres Rychnov nad Kněžnou) est un des cinq districts de la région de Hradec Králové en Tchéquie. Son chef-lieu est la ville de Rychnov nad Kněžnou.

## Liste des communes
Le district compte 80 communes, dont 9 ont le statut de ville (město, en gras) et 2 celui de bourg (městys, en italique) :
Albrechtice nad Orlicí • 
Bačetín • 
Bartošovice v Orlických horách • 
Bílý Újezd • 
Bohdašín • 
Bolehošť • 
Borohrádek • 
Borovnice • 
Bystré • 
Byzhradec • 
Častolovice • 
Čermná nad Orlicí • 
Černíkovice • 
České Meziříčí • 
Čestice • 
Chleny • 
Chlístov • 
Deštné v Orlických horách • 
Dobřany • 
Dobré • 
Dobruška • 
Doudleby nad Orlicí • 
Hřibiny-Ledská • 
Jahodov • 
Janov • 
Javornice • 
Kostelec nad Orlicí • 
Kostelecké Horky • 
Kounov • 
Králova Lhota • 
Krchleby • 
Kvasiny • 
Lhoty u Potštejna • 
Libel • 
Liberk • 
Lično • 
Lípa nad Orlicí • 
Lukavice • 
Lupenice • 
Mokré • 
Nová Ves • 
Očelice • 
Ohnišov • 
Olešnice • 
Olešnice v Orlických horách • 
Opočno • 
Orlické Záhoří • 
Osečnice • 
Pěčín • 
Podbřezí • 
Pohoří • 
Polom • 
Potštejn • 
Přepychy • 
Proruby • 
Říčky v Orlických horách • 
Rohenice • 
Rokytnice v Orlických horách • 
Rybná nad Zdobnicí • 
Rychnov nad Kněžnou • 
Sedloňov • 
Semechnice • 
Skuhrov nad Bělou • 
Slatina nad Zdobnicí • 
Sněžné • 
Solnice • 
Svídnice • 
Synkov-Slemeno • 
Třebešov • 
Trnov • 
Tutleky • 
Týniště nad Orlicí • 
Val • 
Vamberk • 
Voděrady • 
Vrbice • 
Záměl • 
Žďár nad Orlicí • 
Zdelov • 
Zdobnice

## Principales communes
Population des dix principales communes du district au 1er janvier 2024 et évolution depuis le 1er janvier 2023 :
| Rychnov nad Kněžnou          | 11 442 | en augmentation |
| Dobruška                     | 6 557  | en diminution   |
| Týniště nad Orlicí           | 6 187  | en augmentation |
| Kostelec nad Orlicí          | 6 178  | en augmentation |
| Vamberk                      | 4 676  | en augmentation |
| Opočno                       | 3 140  | en augmentation |
| Solnice                      | 2 352  | en augmentation |
| Rokytnice v Orlických horách | 2 164  | en augmentation |
| Borohrádek                   | 2 105  | en diminution   |
| České Meziříčí               | 2 037  | en augmentation |